# 龙凤湿地水怪
龙凤湿地水怪是指出没于中国黑龙江省大庆市龙凤区龙凤湿地自然保护区的神秘动物。龙凤湿地水怪的照片经过多位动物学研究者分析后判断可能是巨型怀头鲇，当地渔民亦认为是水怪巨型怀头鲇，并表示曾捕获长1.8米、重150余斤的鲇鱼。龙凤湿地自然保护区管理人员在接受记者采访时指出有人会在保护区内放生鱼虾与乌龟等动物。

## 历史
龙凤湿地水怪的历史可追溯至2008年5月24日，大庆市野生动物保护协会理事邢克兵目击一只长约1米的棕色毛绒绒的动物在水中游动。大庆市野生动物保护协会会长董义在对照片分析后认为神秘动物可能是一只麝鼠。
2008年9月7日17，摄影师孙国田与多位目击者一同在摄影期间目击一只黑色神秘动物在湖中游动。《大庆晚报》之后对龙凤湿地水怪目击事件进行持续报道，并刊登《龙凤湿地浮现“水怪”》、《“湿地水怪”引发各界大猜想》、《专家通过照片辨认“水怪”》三篇新闻报道。